# Голегзан (дегестан)
Голегзан (перс. گله زن) — дегестан в Ірані, в Центральному бахші, в шагрестані Хомейн остану Марказі. За даними перепису 2006 року, його населення становило 5116 осіб, які проживали у складі 1628 сімей.

## Населені пункти
До складу дегестану входять такі населені пункти:
- Аліабад
- Амінабад
- Асадабад
- Бегдашт
- Джальмаджерд-е Джадід
- Естахр-е Міян-Сагра
- Калье-є Могаммад-Бейґ
- Каф-Сан
- Кейду
- Кучестан
- Мазаєн
- Міян-Рудан
- Нафіс
- Рашідабад
- Робат-е Арджоманд
- Робат-е Морад
- Фатгабад
- Фашаруд
- Чешме-є Сефід
- Шагр-е Мізан
- Ямн